# Estelline (Texas)
Estelline es un pueblo ubicado en el condado de Hall en el estado estadounidense de Texas. En el Censo de 2010 tenía una población de 145 habitantes y una densidad poblacional de 76,38 personas por km².

## Geografía
Estelline se encuentra ubicado en las coordenadas 34°32′49″N 100°26′24″O / 34.54694, -100.44000. Según la Oficina del Censo de los Estados Unidos, Estelline tiene una superficie total de 1.9 km², de la cual 1.9 km² corresponden a tierra firme y (0%) 0 km² es agua.

## Demografía
Según el censo de 2010, había 145 personas residiendo en Estelline. La densidad de población era de 76,38 hab./km². De los 145 habitantes, Estelline estaba compuesto por el 84.83% blancos, el 4.83% eran afroamericanos, el 0% eran amerindios, el 0% eran asiáticos, el 0% eran isleños del Pacífico, el 9.66% eran de otras razas y el 0.69% pertenecían a dos o más razas. Del total de la población el 51.72% eran hispanos o latinos de cualquier raza.